# Герцке
Герцке (нім. Görzke) — громада в Німеччині, розташована в землі Бранденбург. Входить до складу району Потсдам-Міттельмарк. Складова частина об'єднання громад Цизар.
Площа — 75,21 км2. Населення становить 1222 ос. (станом на 31 грудня 2020).